# The Blow Monkeys
The Blow Monkeys är en brittisk popgrupp bestående av Dr. Robert (född Robert Howard 1961, sång, gitarr), Tony Kiley (född 1962, trummor),  Mick Anker (född 1957, basgitarr) och Neville Henry (saxofon).
Gruppen fick sitt genombrott med hitlåten "Digging Your Scene" 1986 och associerades med sophistipop-genren. De hade framgångar med tio singlar och fyra album på de engelska försäljningslistorna fram till och med 1990, då de splittrades. Gruppen återförenades 2007 och har sedan dess givit ut flera album. 2013 utkom albumet Feels Like a New Morning.

## Diskografi (urval)
Studioalbum
- 1984 – Limping for a Generation
- 1986 – Animal Magic
- 1987 – She Was Only a Grocer's Daughter
- 1989 – Whoops! There Goes the Neighbourhood
- 1990 – Springtime for the World
- 2008 – Devil's Tavern
- 2011 – Staring at the Sea
- 2013 – Feels Like a New Morning
- 2015 – If Not Now, When?
- 2017 – The Wild River

Livealbum
- 2009 – Travelin' Souls – Live! at the Legendary 100 Club

Samlingsalbum
- 1989 – Choices – The Singles Collection
- 1997 – Blow Monkeys The Masters
- 1999 – Atomic Lullabies – Very Best of The Blow Monkeys
- 2000 – Rare & Unreleased
- 2008 – Digging Your Scene: The Best of The Blow Monkeys
- 2013 – Halfway to Heaven: The Best of The Blow Monkeys and Dr Robert